# Chrysonotomyia maculata
Chrysonotomyia maculata är en stekelart som först beskrevs av Vittorio Luigi Delucchi 1962.  Chrysonotomyia maculata ingår i släktet Chrysonotomyia och familjen finglanssteklar. Inga underarter finns listade i Catalogue of Life.